# Товарково (Калужская область)
Това́рково — посёлок городского типа в Дзержинском районе Калужской области России. Образует городское поселение посёлок Товарково.
Население — 15 539 чел. (2023).

## География(включая гидрографию)
Находится в Дзержинском районе, Калужской Области, Российской Федерации. Расположен у впадения реки Шаня в Угру (бассейн Оки), в 2.5 км от железнодорожной станции «Шаня» (на линии Калуга — Вязьма).
Неподалёку расположены различные деревни(например: Рудня, Корокино).

### Климат
Климат умеренно континентальный с резко выраженными сезонами года: умеренно жарким и влажным летом и умеренно холодной зимой с устойчивым снежным покровом. Средняя продолжительность зимнего периода — около 95 дней. Самым холодным месяцем является январь. Средняя температура — от −9,0° до −10,5°. Зимой преобладают ветры юго-западного направления.

## История и этимология
Наиболее известная теория, что село основано как Товаркова слобода на Шане московским боярином Иваном Фёдоровичем Товарковым-Усом. Однако, существует легенда, что название появилось следующим образом: по берегам реки люди продавали вещи, когда кто-то забыл товар. Торговец крикнул: "Товар!", человек с другого берега ответил: "Кого?". Вторая версия гласит, что название появилось именно так.
Первое упоминание о Товарково встречается в духовной грамоте Ивана III в 1504 году, который завещал своему сыну Василию в том числе и «на Шане слободку, что Товарков садил по Угру».
В 1617—1618 годах в Товарково разбило лагерь войско Речи Посполитой, осадившее Калугу.
С 1720 года село было приписано к Полотняно-заводской фабрике. В «Списке населенных мест Калужской губернии» Товарково упоминается как владельческое село Медынского уезда, в котором насчитывалось 27 дворов, проживало 173 человека и имелась православная церковь.
В 1782-м году село Товарково принадлежит Афанасию Абрамовичу Гончарову.
В 1900—1906 годах вместо деревянной церкви на местном погосте был построен однопрестольный кирпичный храм по проекту московского архитектора Кодомцева. Храм был закрыт в 1960 году, после чего занят турбазой, затем молокозаводом и складом удобрений. В 1990 году церковь была возвращена епархии в полуразрушенном состоянии, отремонтирована и вновь освящена в 1993 году.
Село начало активно развиваться в 1954 году, когда геологической разведкой в данном районе был обнаружен мощный пласт известняка, и было принято решение о строительстве карьеров. В 1964 году Товарково получило статус посёлка городского типа.

## Население
| 1970    | 1979    | 1989    | 2002    | 2009    | 2010    | 2012    |
| ------- | ------- | ------- | ------- | ------- | ------- | ------- |
| 4659    | ↗6413   | ↗12 736 | ↗14 454 | ↗14 569 | ↘14 496 | ↗14 508 |
| 2013    | 2014    | 2015    | 2016    | 2017    | 2018    | 2019    |
| ↘14 426 | ↘14 285 | ↘14 207 | ↘14 039 | ↘14 026 | ↘13 972 | ↘13 967 |
| 2020    | 2021    | 2023    |         |         |         |         |
| ↘13 909 | ↗15 606 | ↘15 539 |         |         |         |         |

## Экономика
Производство стройматериалов (щебень, облицовочный кирпич, линолеум), заводы полиэтиленовых труб, высоковольтной аппаратуры; пищевые предприятия, завод по производству фильтров тонкой очистки воздуха и фильтровальных систем, завод металлоконструкций. Также недалеко от посёлка расположен ряд исправительных учреждений: ФКУ «Лечебно-исправительное учреждение № 1 УФСИН по Калужской области», ФКУ «ИК № 2 УФСИН по Калужской области», и ФКУ «ИК № 3 УФСИН по Калужской области».

## Состояние на данный момент
На данный момент посёлок Товарково активно развивается: строятся новые здания, магазины, ларьки, проводятся праздники и конкурсы, активно показывают себя в соревнованиях спортивные клубы, школьники ездят на олимпиады разного уровня. Государство выделяет деньги на ремонт различных мест. Население остаётся стабильным.

## Достопримечательности
1. Сохранился храм в честь Рождества Христова (1906 год).
2. Построен новый храм в честь иконы Божией Матери «Всех скорбящих радость».
3. Построен Дом Культуры имени Родионова.
4. Парк(недалеко от кафе и магазина "Победа").
5. Сквер Памяти, открывшийся по инициативе Совета ветеранов.
6. Статуя Ленина(недалеко от здания Сбербанка, мини-магазинов и т.д.).
7. Навесной мост, находящийся над сильным течением, который сохранился с давних времён.
8. Фонтан(недалеко от Дикси).